# 성산중학교 (서울)
성산중학교(城山中學校)는 대한민국 서울특별시 마포구 합정동에 있는 공립 중학교이다.

## 학교 연혁
- 1967년 10월 27일 : 성산여자중학교 24학급 인가
- 1968년 2월 15일 : 초대 황철수 교장 취임
- 1968년 3월 5일 : 망원동 125-1번지에서 개교
- 1969년 2월 24일 : 현 교사(합정동 365-1)로 이전
- 1986년 3월 1일 : 성산중학교로 개칭(남·여 공학교로 전환)
- 2018년 1월 9일 : 제48회 졸업식(졸업생 226명, 총 30,108명)
- 2022년 9월 1일 : 제19대 오지은 교장 취임
- 2023년 1월 6일 : 제53회 졸업식(졸업생 200명)
- 2023년 3월 2일 : 제56회 입학식(신입생 161명)

## 참고 자료
- 성산중학교 - 한국교육학술정보원 학교알리미